# 艾河畔昂戈维尔
艾河畔昂戈维尔（法語：Angoville-sur-Ay，法語發音：[ɑ̃ɡɔvil syʁ ɛ]）是法国芒什省的一个旧市镇，属于库唐斯区。2016年1月1日，艾河畔昂戈维尔与市镇莱赛合并为新的莱赛。

## 地理
艾河畔昂戈维尔（49°15'11"N, 1°32'54"W）面积6.72 平方千米，位于法国诺曼底大区芒什省，该省份为法国西北部沿海省份，西、北、东北三面环大西洋，东起顺时针与卡爾瓦多斯省、奧恩省、马耶讷省和伊勒-维莱讷省接壤。
与艾河畔昂戈维尔接壤的市镇（或旧市镇、城区）包括：拉艾迪皮、拉艾、莱赛、莫贝克、蒙加尔东、艾河畔圣日耳曼、韦利。
艾河畔昂戈维尔的时区为UTC+01:00、UTC+02:00（夏令时）。

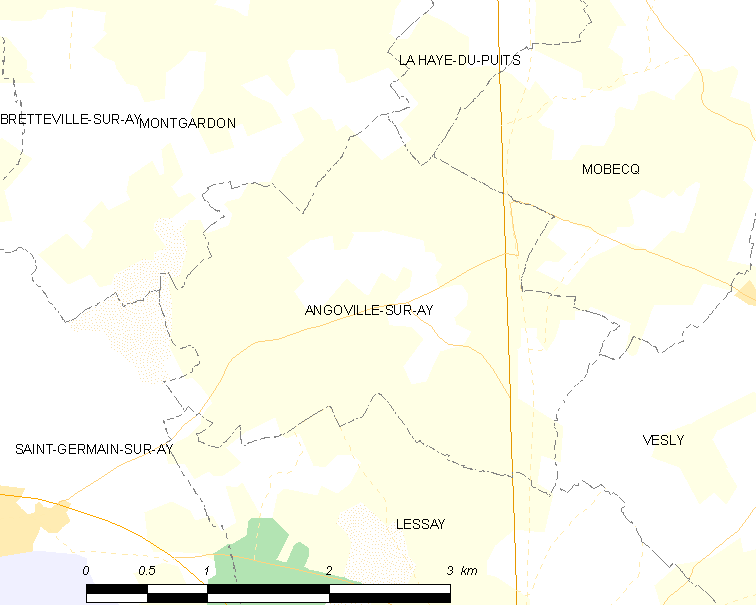
艾河畔昂戈维尔的OSM定位图

## 行政
艾河畔昂戈维尔的邮政编码为50430，INSEE市镇编码为50012。

## 政治
艾河畔昂戈维尔所属的省级选区为克雷昂斯县。

## 人口

1962-2008年间艾河畔昂戈维尔人口变化图示

艾河畔昂戈维尔于2018年1月1日时的人口数量为237人。